# Фусса (река, Парамушир)
Фусса — река на острове Парамушир в России. Длина — 10 км. Площадь водосборного бассейна — 77,7 км².
Общее направление течения с юго-востока на северо-запад. Впадает в Охотское море (Бухта Майора (Фусса)).

## Данные водного реестра
По данным государственного водного реестра России относится к Амурскому бассейновому округу.